# Эд Генрих (герцог Бургундии)
Эд Генрих Великий (фр. Eudes-Henri le Grand, ок. 946 — 15 октября 1002) — герцог Бургундии с 965, граф Невера 965—978, сын герцога Франции Гуго Великого и Гедвиги (Гатуиды) Саксонской.

## Биография
При рождении получил имя Эд. Ему была выбрана духовная карьера.
23 февраля 965 года умер бездетным герцог Бургундии Оттон. Бургундские сеньоры, не потрудившись узнать мнение короля, выбрали своим герцогом младшего брата Оттона Эда-Генриха, несмотря на то, что он был клириком. До этого с 956 года он владел графством Невер. Король, имевший свои виды на Бургундию, опять рассорился с Робертинами. Только в сентябре герцог Лотарингии Бруно, незадолго до своей смерти, смог примирить своих племянников. Скорее всего тогда Лотарь утвердил герцогство за Эдом-Генрихом.
В 967 году король Лотарь вновь побывал в Бургундии. 30 августа в Дижоне передал епископу Лангра Ашарду графство Дижон.
В 971 году Эд-Генрих приютил в Отёне бывшего короля Италии Адальберта II Иврейского с женой и сыном. В том же году он сблизился с графом Шалона Ламбертом, ставшим его другом до самой смерти. Этот союз был закреплен после смерти Адальберта, когда в 972 году Эд-Генрих женился на его вдове Герберге, дочери Ламберта. Кроме того, Эд-Генрих воспитал сына Адальберта, Отто-Гильома, предназначая ему герцогство после себя (своих сыновей у него не было). В 973 году епископ Лангра уступил герцогу замок Шатильон-сюр-Сьен.
В 976 году Эд-Генрих женил своего пасынка на Эрментруде де Руси, вдове графа Обри II, благодаря чему он в 982 году унаследует графства Макон и Отр-Саон (d’Outre-Saone). В 978 году Эд-Генрих предпринял вместе с королём Лотарем поход против императора Оттона II.
В 978 году Эд-Генрих передал своему пасынку Отто-Гильому графство Невер. В том же году шурин Отто-Гильома, Бруно де Руси, стал графом-епископом Лангра. В 982 году, после смерти двух сыновей Обри II, Отто-Гильом получил во владение графство Макон. В 986 году Эд-Генрих сделал Отто-Гильома своим наместником и графом Бургундии. К 987 году Отто-Гильом распространил свою власть на оба берега Соны. В 989 году он передал графство Невер своему зятю Ландри.
После смерти своей жены Герберги Эд-Генрих женился второй раз — на Герсенде, дочери герцога Гаскони Гильома II. Этот брак вызвал недовольство Отто-Гильома, опасавшегося за своё наследство. Но в 996 году Эд-Генрих развелся с Гарсендой, отправив её на родину.
Эд-Генрих умер 15 октября 1002 года, не оставив законных детей. Бургундская знать выбрала новым герцогом Отто-Гильома.

## Браки и дети
- 1-я жена: с 972 Герберга (ум. 11 декабря 986/991), дочь Ламберта Дижонского, графа де Шалон[1], вдова Адальберта II Иврейского, короля Италии
- 2-я жена: с июня 992 (развод в 996) Герсенда Гасконская, дочь герцога Гаскони Гильома II
- 3-я жена: с 998 Матильда (ок. 974 — после 1015), дочь Ламберта Дижонского, графа де Шалон
  - Арембурга (ок.999 — ?); муж: с 1015 Далмас I де Семюр (ум. 1032), сеньор де Семюр-ан-Брионе

Кроме того Эд Генрих имел по крайней мере двух незаконнорождённых сыновей:
- Эд (ум. после 1004), виконт Бона
- Генрих (ум. ок. 992), родоначальник второго дома де Вержи